# Прикаспийская культура
Прикаспийская культура — археологическая культура неолита и раннего энеолита на территории Прикаспия и Нижнего Поволжья. Радиоуглеродные датировки в основном укладываются в диапазон 5800-4800 до н. э, хотя отдельные памятники датируются временем до 4500 г. до н. э. Памятники Курпеже-Молла (Астраханская область), Буровая (Калмыкия), Кумыска (Волгоградская область), Орошаемое (Саратовская область) и др. Хозяйство — в VI тыс. до н. э. охота, в поздних памятниках появляются признаки скотоводства. К данной культуре относится одна из самых ранних находок домашнего скота на территории Поволжья: кость домашней овцы на стоянке Орошаемое, датированная ок. 4700 г. до н. э. 

## Хозяйство
На позднем этапе – признаки скотоводства. С прикаспийской культурой связано одно из самых первых свидетельств доместикации лошади. Лошадь из стоянки прикаспийской культуры Орошаемое (ок. 4586 г. до н. э.) демонстрирует генетический дрейф в сторону популяции домашних лошадей DOM2, что может свидетельствовать о начале целенаправленной селекции. С учетом того, что уже для населения хвалынской культуры получены свидетельства верховой езды (ок. 4300 г. до н. э.), можно предполагать, что прикаспийцы имели как минимум «прирученных» лошадей.

## Генетика
Любые соображения о генетике носителей прикаспийской культуры являются спекулятивными: пока не найдены погребения этой культуры, и, соответственно, не изучены генетические образцы ее представителей. Тем не менее прикаспийская культура является едва ли не единственным археологическим кандидатом на роль источника «нижневолжского» генетического компонента, который уже в начале V тыс. до н. э. начинает проявляться у населения самарской культуры, и, примерно в то же время, у индивидов из Нальчикского могильника на другой окраине степной зоны. В нижневолжской родословной сочетаются генетические элементы восточно-европейских охотников-собирателей (EHG), населявших Поволжье с глубокой древности, кавказских охотников-собирателей (CHG), связанных с Закавказьем, и среднеазиатских неолитических племен, представленных индивидами из пещеры Туткаул, Таджикистан (TTK). Индивиды из Бережновки, самые ранние из которых датированы приблизительно 4500 г. до н. э., что близко к финальному этапу прикаспийской культуры, моделируются как содержащие 46% CHG, 37 % EHG и 17 % TTK (среднеазиатского неолита). Источником «кавказского» компонента предположительно считается население сероглазовской культуры, чья каменная индустрия имеет параллели с Закавказьем. У "бережновцев" середины V тыс. до н. э. обнаружены Y-хромосомные гаплогруппы I-L699>I-S12195 (I2a1b1a2a2a2), R-V1636>R-Y106006 (R1b1a2b), R-V1636 (R1b1a2) и митохондриальные H13a1, H2a1, U2e1'2'3, U5a1f, H2 (supplementary table).

## Этническая принадлежность: праиндоевропейцы
Население прикаспийской культуры, как источник нижневолжской родословной, становится основным претендентом на роль предковой популяции носителей индоевропейских языков в современных археогенетических концепциях. 